# Jacek Kurski

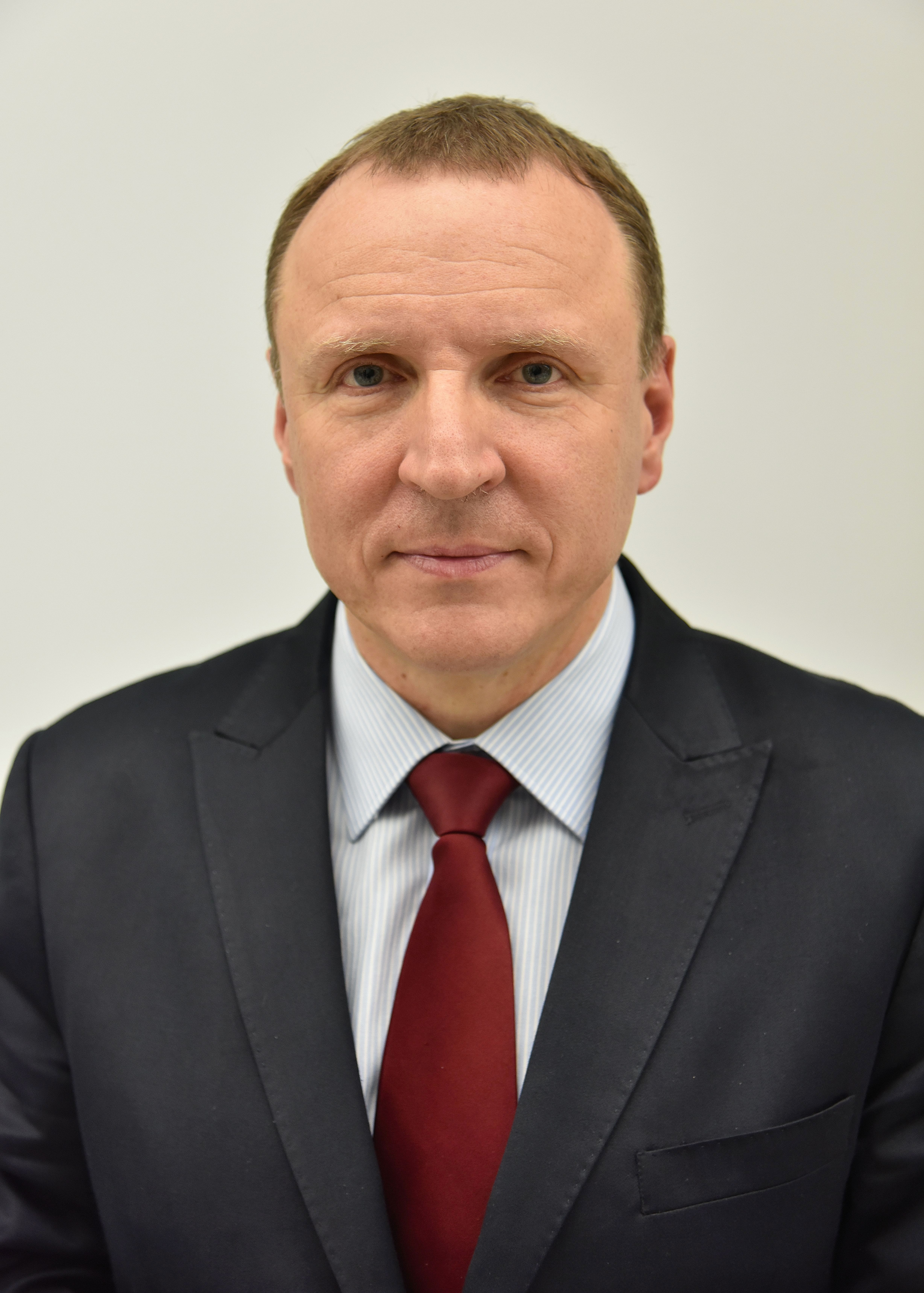
Jacek Kurski (2016)

Jacek Olgierd Kurski (* 22. Februar 1966 in Danzig) ist ein polnischer Politiker. Er war von 2005 bis 2009 Abgeordneter im Sejm und von 2009 bis 2014 Mitglied des Europäischen Parlaments. Von 2016 bis 2022 war er, von einer fünfmonatigen Unterbrechung abgesehen, Direktor des öffentlich-rechtlichen Senders Telewizja Polska (TVP). Er galt als „Mann fürs Grobe“ von Jarosław Kaczyński. Er ist Mitgründer der rechten Partei Suwerenna Polska, ehemals Solidarna Polska.

## Leben

### Familie
Er ist der Sohn Anna Kurskas, einer Aktivistin der oppositionellen Gewerkschaft Solidarność und ehemaligen Senatorin (PiS), und Bruder von Jarosław Kurski, der als geschäftsführender Chefredakteur der linksliberalen Gazeta Wyborcza zu seinen schärfsten Kritikern gehört. Die beiden Brüder gelten als verfeindet.
Eine Kontroverse rief Kurskis zweite Hochzeit hervor. Er hatte sich 2015 nach zwanzigjähriger Ehe von seiner ersten Frau scheiden lassen, aus der Ehe waren drei Kinder hervorgegangen. 2018 heiratete er seine zweite Frau, eine Fernsehjournalistin, standesamtlich. Zwei Jahre später folgte die kirchliche Trauung in der Krakauer Wallfahrtskirche Łagiewniki. Da die katholische Kirche eine zivile Ehescheidung nicht anerkennt, musste die erste Ehe kirchenrechtlich für ungültig „von Anfang an“ erklärt werden. Da aber die erste kirchliche Trauung Kurskis diese Voraussetzungen offenkundig nicht erfüllte, warfen katholische Organisationen in Krakau ihm empört vor, die kirchliche Genehmigung „erkauft“ zu haben.
Wenig später wurde bekannt, dass der Danziger Erzbischof Sławoj Leszek Głódź, dem ein Teil der Medien die offene Unterstützung der nationalkonservativen Regierungspartei PiS vorwirft, die Annullierung der ersten Ehe Kurskis durchgesetzt habe. Der Krakauer Erzbischof Marek Jędraszewski habe als Ortsbischof die kirchliche Trauung in Łagiewniki genehmigt. An der Trauungsmesse und der anschließenden Feier hatten neben PiS-Chef Jarosław Kaczyński mehrere prominente Vertreter der Regierung teilgenommen, darunter Verteidigungsminister Mariusz Błaszczak und Justizminister Zbigniew Ziobro.
Im Januar 2024 wurde bekannt, dass seine spätere zweite Ehefrau, die 2016/17 insgesamt dreizehn Monate für TVP arbeitete, laut ihrem von Kurski unterzeichneten Arbeitsvertrag in dieser Zeit 1,5  Millionen Złoty (rund 330.000 Euro) verdient hat.

### Politische Tätigkeit
Während seines Studiums der Wirtschaftswissenschaften mit Spezialisierung Außenhandel an der Universität Danzig in den 1980er Jahren war Jacek Kursi in der verbotenen Opposition aktiv und Mitglied der Gewerkschaft Solidarność.
Nach 1989 war er nacheinander Mitglied mehrerer rechter Parteien. Zu Beginn der 1990er Jahre engagierte er sich in der konservativen Zentrumsallianz (PC), an deren Spitze Jarosław Kaczyński stand. Von dort wechselte er zur Bewegung für den Aufbau Polens (ROP) des früheren Premierministers Jan Olszewski. Bei der Parlamentswahl 1997 kandidierte er erfolglos für die ROP in der Woiwodschaft Danzig.
Nach dieser Wahlniederlage verließ er die ROP, um sich der Christlich-Nationalen Vereinigung (ZChN) anzuschließen. 1998 wurde er Mitglied des Sejmiks der Woiwodschaft Pommern. Bei der Parlamentswahl 2001 kandidierte er für den konservativen Parteienblock Wahlaktion Solidarität-Die Rechte (AWSR) im Wahlkreis Toruń. Im selben Wahlkreis sollte auch der ehemalige Landwirtschaftsminister Jacek Janiszewski für die AWSR kandidieren. Kurz vor der Einreichung der Liste bei der Wahlkommission ergänzte Kurski als Wahlbeauftragter der AWSR in Toruń die Liste ohne Abstimmung mit den Parteigremien mit einer anderen Person mit dem gleichen Nachnamen Janiszewski, um seine eigenen Chancen gegenüber dem innerparteilichen Rivalen zu erhöhen. Wegen Manipulierung der Wahlliste wurde Kurski kurz vor den Wahlen als Kandidat zurückgezogen.
Nach der Wahlniederlage der AWSP trat er der neugegründeten Partei Recht und Gerechtigkeit (PiS) bei. Da er keinen Listenplatz für die Kommunalwahlen 2002 erhielt, verließ er die PiS, um sich der nationalkatholischen Liga Polnischer Familien (LPR) anzuschließen. Als Kandidat der LPR wurde er erneut in den Sejmik der Woiwodschaft Pomorze und dort zum stellvertretenden Vorsitzenden gewählt. Er war auch Kandidat der LPR für das Amt des Stadtpräsidenten von Danzig, schaffte es jedoch nicht in den zweiten Wahlgang. Nach einem innerparteilichen Konflikt trat er 2004 aus der LPR aus und wieder der PiS bei.
Bei der Parlamentswahl 2005 wurde er über die Liste der PiS für den Wahlkreis Danzig in den Sejm gewählt. Lech Kaczyński nahm ihn in seinen Wahlkampfstab für die Präsidentschaftswahlen 2005 auf. Vor dem zweiten Wahlgang der Präsidentschaftswahlen behauptete er in einem Interview, dass „nach ernst zu nehmenden Quellen der Großvater von Donald Tusk als Freiwilliger der Wehrmacht beigetreten“ sei. Tusk war der Rivale Lech Kaczyński bei dieser Stichwahl um das Präsidentenamt. Wahlanalysen zufolge trug die „Großvateraffäre“ zur Niederlage Tusks bei; allerdings stellte sich bald heraus, dass der Großvater keineswegs freiwillig bei der Wehrmacht war, sondern als Bürger der Freien Stadt Danzig zwangseingezogen worden war. Lech Kaczyński warf angesichts dieser Informationen Kurski „Niederträchtigkeit“ (łajdactwo) vor, er habe mit seiner Wahlkampfführung „Grenzen überschritten“.
Bei der Sejmwahl 2007 errang Jacek Kurski für die PiS mit 23.585 Stimmen zum zweiten Mal ein Abgeordnetenmandat. Er wurde stellvertretender Vorsitzender des Sejm-Ausschusses für Staatsschatz. Bei der Europawahl 2009 wurde er ins Europäische Parlament gewählt, woraufhin er sein Sejm-Mandat aufgab.
2011 wurde er zusammen mit Zbigniew Ziobro aus der PiS ausgeschlossen, nachdem er Kritik an Jarosław Kaczyński geäußert hatte. 2012 gehörte Kurski zu den Gründern der rechtsextremen Partei Solidarna Polska, er wurde einer der Stellvertreter des Parteichefs Ziobro. Doch 2014 wurde Kurski „wegen parteischädigenden Verhaltens“ aus der Partei ausgeschlossen. Medienberichten zufolge lag der Grund darin, dass Kurski damit geprahlt hatte, als Autofahrer regelmäßig Geschwindigkeitsbeschränkungen zu missachten; auch hatte er Ziobro öffentlich kritisiert. Nach seinem Parteiausschluss näherte sich Kurski wieder der PiS Kaczyńskis an, er trat auf einem PiS-Kongress auf.
Im März 2024 legte Kurski Kaczyński eine Analyse über die Gründe für die Niederlage der PiS bei der Parlamentswahl 2023 vor. Darin gab er dem bisherigen Premierminister Mateusz Morawiecki die Hauptschuld.
Bei den Europawahlen 2024 scheiterte seine Kandidatur: Er nahm auf der Kandidatenliste der PiS für die Woiwodschaft Masowien den zweiten von sechs Plätzen ein, die PiS-Wähler aber bevorzugten die anderen Kandidaten, so dass Kurski am wenigsten von allen erhielt und kein Mandat in Brüssel errang.

### Gerichtsverfahren
Am 13. Juni 2006 warf er im polnischen Fernsehen der PO und dem Wahlkomitee von Donald Tusk vor, dass der Wahlkampf vor den Sejm- und Präsidentenwahlen 2005 mit Geldern finanziert worden sei, die nach seinen Angaben aus schwarzen Kassen des größten polnischen Versicherungskonzerns Powszechny Zakład Ubezpieczeń (PZU) stammten. Die Bezirksstaatsanwaltschaft in Warschau stellte im Dezember 2006 das Verfahren in dieser Sache wegen sachlicher Unbegründetheit ein. Als Antwort auf die Anschuldigungen verklagte die PO Jacek Kurski wegen Verleumdung und beantragte eine Entschuldigung in den Medien und Zahlung von 100.000 zł zugunsten der Caritas. Am 3. April 2007 fällte das Landgericht Warschau ein Urteil, wonach Kurski sich gegenüber Tusk in den Zeitungen Rzeczpospolita und Gazeta Wyborcza sowie in den Fernsehsendern TVN und TVP entschuldigen und 15.000 Złoty zugunsten der Caritas Polska zahlen musste.

### Fernsehdirektor
In Anwendung der am 8. Januar 2016 in Kraft getretenen, im In- und Ausland umstrittenen Umbau der öffentlich-rechtlichen Medien ab 2016 durch die PiS wurde Kurski noch am selben Tag von Schatzminister Dawid Jackiewicz zum neuen Direktor des Fernsehsenders Telewizja Polska (TVP) ernannt. Er konnte seine Position im Rahmen einer Ausschreibung zum Fernsehintendanten verteidigen. Der Rat Nationaler Medien entschied sich am 12. Oktober 2016 mit vier gegen eine Stimme für ihn. Im März 2020 wurde Jacek Kurski vom Rat Nationaler Medien als Direktor abgesetzt. Er wurde im August 2020 vom RMN erneut zum Direktor berufen.
Im September 2022 wurde Kurski ohne Vorankündigung und Pressekommentaren zufolge zu seiner eigenen Überraschung entlassen. Den Berichten zufolge war Jarosław Kaczyński zu Ohren gekommen, dass Kurski sich gerühmt habe, sich von niemandem in seine Entscheidungen hineinreden zu lassen, „nicht einmal von Kaczyński“. Dem PiS-Chef habe überdies missfallen, dass in den TVP-Nachrichten Premierminister Mateusz Morawiecki weitaus weniger vorkomme als dessen politischer Rivale Zbigniew Ziobro. Nach Informationen der Gazeta Wyborcza hatte Kurski sogar in kleinem Kreis geäußert, er sehe sich in der Lage, Morawiecki an der Spitze der Regierung zu ersetzen.

### Weltbank
Im Dezember 2022 übernahm Kurski einen Polen vorbehaltenen Direktorenposten in der Weltbank in Washington. Die Opposition in Warschau warf dem dafür zuständigen Präsidenten der Polnischen Nationalbank, Adam Glapiński, vor, Kurski, der keine Ahnung von Finanzpolitik und Makroökonomie habe, auf Geheiß der Zentrale der Regierungspartei PiS einen reich dotierten Versorgungsposten verschafft zu haben.